# Acacia frigescens
Acacia frigescens é uma espécie de leguminosa do gênero Acacia, pertencente à família Fabaceae.